# Pilot (Californication)
«Pilot» — пілотний епізод серіалу Каліфорнійські блудні каналу Showtime, який було показано спочатку в Північній Америці 13 серпня 2007року, хоча й був випущений на Netflix 24 липня 2007 року. Тривалість епізоду 33 хвилини. Як пілотний епізод його зроблено доволі провокаційним та сумбурним.

## Сюжет
Сорокалітній Генк Муді (Девід Духовни) бореться з кризою середнього віку. Він все ще закоханий в Карен (Наташа Макелхон), свою колишню дівчину, з якою ділить опікунство над 12-річною донькою Беккою (Мейделін Мартін), але Карен хоче рухатись далі. Серія починається з того, що Генк приходить до церкви просити в Господа допомоги в спрямуванні свого життя в правильному напрямкові, але відволікається на оральний секс з палкою монашкою - але все це виявляється сном, який уособлює стиль його життя. Сексуально стурбований Генк спить з багатьма жінками, в тому числі з тією, яку він бачив у вигляді монахині (Мішель Нордін), але її зрада приводить до нестями її накачаного чоловіка, який розбиває фару машини Генка, яку він не буде змінювати протягом кількох сезонів.
Після екранізації своєї останньої книги («Ця шалена штучка на ім'я - кохання» (англ. A Crazy Little Thing Called Love) з Томом Крузом та Кеті Холмс в головних ролях) Генк, як письменник, перебуває в творчій кризі. Пізніше він знаходить в своїй квартирі оголену дружину (Камілла Ланґфілд) режисера, який спотворив його книгу, й розриває з нею стосунки, але з приводу її присутності в будинкові виникає скандал з Карен. Генк намагається подивитися фільм за своєю книгою, але йому заважає хам, який розмовляє по телефону. Засмучений письменник іде до книжкового магазину, де зустрічає молоду дівчину. В процесі сексуальних утіх дівчина двічі б'є його кулаком в обличчя й тікає. Пізніше виявляється, що це Мія (Мейделін Зіма), 16-річна донька нового хлопця Карен. Генк та Карен сходили до школи на розмову з вчителькою Бекки. Чарлі підписує Генк на роботу з блогом Лос-Анджелівське пекло, а пізніше разом з дружиною Марсі влаштовує йому побачення в сліпу з Мередіт (Емі Прайс-Френсіс), яку Генк ображає й вона іде. Але вночі він знову з дівчиною (Елісон Мей Лан), від якої його забирають проблеми з донькою, яку він разом з Карен забирає з молодіжної вечірки, куди її привела Мія й де молодша намагалась щось курити. Генк та Карен згадують минуле, коли приходить Мія та «знайомиться» з Генком, усіляко підколюючи його. Прийшовши додому, Генк пише на ноутбукові всього одне слово: FUCK.

## Культурні посилання
- Коли Генк спить на дивані і його будить Карен, то по радіо грають мелодію з мультфільмів Fensler Films[en].
- В сцені, де Бекка вкриває сплячого Генка пледом, чути новини про вибух в Іракові та людину, що з'їхала з ґлузду, ці ж новини можна почути на початку пісні «Morning News» гурту Chamillionaire.[5]
- God Hates Us All — назва одного з альбомів гурту Slayer, а Crazy Little Thing Called Love — пісня гурту Queen.
- Також згадуються «Пірати Карибського моря», «Жовта субмарина» та «Шоу наступна топ-модель Америки»[6]

## Реакція суспільства
- Сім великих рекламодавців відмовились від розміщення реклами в серіалі після прем'єри в Новій Зеландії[5]

## Запрошені зірки[7]
- Емі Прайс-Френсіс — Мередіт — невдале побачення наосліп Генка
- Елісон Мей Лан — гаряча дівчина, від якої Генк втік до Бекки
- Міріам Т. Ґрін — Пенні Лайонс, вчителька Бекки
- Чейз Пенні — татуйований мільйонер, який розбив фару в Порше Генка, чоловік Гезер
- Дон Ейбернаті — хазяї ресторану
- Філіпп Шахбаз — людина, яка говорить по телефону в кінотеатрі, через бійку з яким Генк так й не зміг подивитися фільм за своєю книгою
- Стівен Совен — підліток, який пропонував Бецці щось покурити на вечірці
- Майкл Х. Барнетт — незґрабний слабак

## Музика[8][9]
- Peeping Tom — «Mojo»
- The Rolling Stones — «You Can’t Always Get What You Want[en]»
- My Morning Jacket — «Rocket Man[en]»
- Ive Mendes — «A Beira Mar»
- Quantic Soul Orchestra — «Pushin' On»